# Biserica Covrești din Horezu
Biserica „Sfinții Voievozi” și „Sfântul Vasile”, mai cunoscută ca Biserica Covrești, este un monument istoric din prima jumătate a secolului al XIX-lea din orașul Horezu, județul Vâlcea.

## Istoric și trăsături
A fost ctitorită în anul 1826 de către Stanciu Covrea.
Este o biserică-sală, fără pridvor, cu clopotniță peste pronaos.
Are un sistem de boltire simplificat, ce nu are cupole pe console în nici unul dintre spații.
La vestul pronaosului, în lipsa pridvorului, a fost construită o acoperire improvizată, pe structură din lemn, ce are rol de adăpost pentru slujbele de hram sau parastase. Deși inestetică, a contribuit la conservarea picturii de pe fațada vestică.
Valoroasa pictură exterioară și interioară trebuie restaurată.